# Valdehúncar
Valdehúncar es un municipio español de la provincia de Cáceres, Extremadura. Cuenta con una población de 186 habitantes (INE 2024).

## Situación
El pueblo está enclavado en la comarca de Campo Arañuelo, junto al embalse de Valdecañas, en el río Tajo. Fue un importante cruce de las calzadas romanas. A menos de 2 km se encuentra la antigua ciudad de Talaverilla, antigua Augustobriga, que actualmente está sumergida bajo las aguas del embalse. Tiene una gran riqueza en pastos para el ganado, grandes vegas de regadío y una magnífica dehesa.

## Demografía
Valdehúncar cuenta con una población de 186 habitantes (INE 2024).
| Gráfica de evolución demográfica de Valdehúncar entre 1842 y 2021                                                   |
| |
| Población de derecho según los censos de población del INE Población de hecho según los censos de población del INE |

## Transportes
La localidad está atravesada por la carretera CC-054, que une Navalmoral de la Mata con la EX-118.

## Patrimonio
Iglesia parroquial católica bajo la advocación de Santa María Magdalena, en la Archidiócesis de Mérida-Badajoz, Diócesis de Plasencia, arciprestazgo de Navalmoral de la Mata.

## Personas destacadas
- Ramiro Arroyo Samaniego (1875-1925). Ilustre médico, nacido en Valdehúncar el 15 de febrero de 1875, que desarrolló una importante labor médica en la ciudad de Béjar, que le valió ser distinguido con la Cruz de la Beneficencia en octubre de 1924.